# Međugorje

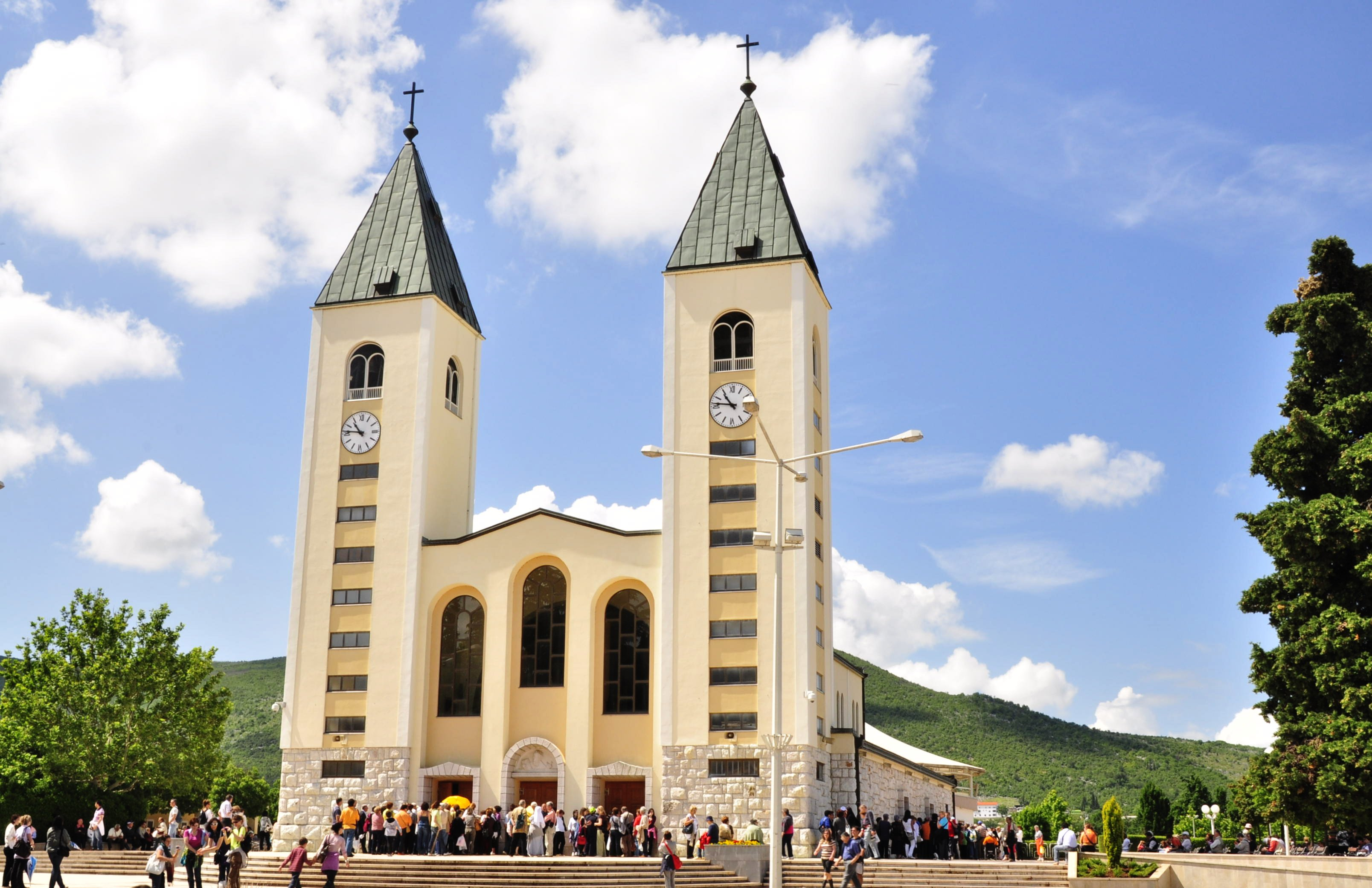
Sankt Jakobs kyrka i Međugorje.

Međugorje (lyssna (fil), kyrilliska: Међугорје) är en ort i kommunen Čitluk i kantonen Hercegovina-Neretva i sydvästra Bosnien och Hercegovina. Orten ligger cirka 20 kilometer sydväst om Mostar, nära gränsen till Kroatien. Međugorje hade 2 265 invånare vid folkräkningen år 2013.
Av invånarna i Međugorje är 98,54 % kroater, 0,49 % albaner, 0,18 % bosniaker och 0,13 % serber (2013).
Namnet Međugorje är av slavisk härkomst och betyder ungefär (landet) mellan bergen på kroatiska. Orten är mest känd för sin helgedom tillägnad Jungfru Maria.

## Visionerna och Jungfru Marias uppenbarelser
Vid denna plats sägs det att Jungfru Maria skall ha uppenbarat sig för sex katolska barn: Ivanka Ivanković, Mirjana Dragićević, Vicka Ivanković, Ivan Dragićević, Ivan Ivanković och Marija Pavlović, den 24 juni 1981. Orten har efter detta kommit att bli ett populärt pilgrimsmål, besökt av omkring 40 miljoner människor sedan 1981. Sedan 2019 har pilgrimsfärder till Međugorje godkänts av Vatikanen.

## Kända personer från Međugorje
- Marin Čilić, tennisspelare
- Ivan Dodig, tennisspelare